# Lavoro manuale
Il lavoro manuale è un lavoro fisico svolto dagli esseri umani, in contrasto con il lavoro delle macchine e degli animali da lavoro. È letteralmente un lavoro fatto con le mani (la parola "manuale" deriva dal latino manus) e, per estensione figurativa, è un lavoro svolto con uno qualsiasi dei muscoli e delle ossa del corpo.

## Storia
Per la maggior parte della preistoria e della storia umana, il lavoro manuale e il suo cugino stretto, il lavoro animale, sono stati i modi principali in cui è stato realizzato il lavoro fisico. La meccanizzazione e l'automazione, che riducono la necessità di manodopera umana e animale nella produzione, esistono da secoli, ma solo a partire dal XVIII e XIX secolo hanno iniziato a espandersi in modo significativo e a cambiare la cultura umana. Per essere implementati, richiedono che esista una tecnologia sufficiente e che i suoi costi di capitale siano giustificati dall'ammontare dei salari futuri che non sarà necessario versare. La semi-automazione è un'alternativa allo spostamento dei lavoratori che combina lavoro umano, automazione e informatizzazione per sfruttare sia i vantaggi derivanti dalla presenza dell'uomo sia quelli legati alle macchine.
Sebbene quasi ogni lavoro possa potenzialmente avere abilità e intelligenza applicate, molti lavori che comprendono principalmente il lavoro manuale, come la raccolta di frutta e verdura, la movimentazione manuale dei materiali (ad esempio, lo stoccaggio degli scaffali), lo scavo manuale o l'assemblaggio manuale di parti, spesso può essere fatto con successo (se non magistralmente) da lavoratori non qualificati o semi-qualificati. Esiste quindi una correlazione parziale ma significativa tra lavoro manuale e lavoratori non qualificati o semi-qualificati. Sulla base del conflitto di interessi economico e sociale, le persone possono spesso distorcere quella correlazione parziale portando a credere che il lavoro manuale possa essere fatto anche in  mancanza di abilità specifiche, della mancanza di un potenziale di crescita di tali abilità nel lavoratore e indirizzando la domanda di lavoro a persone di una bassa classe sociale. Nel corso dell'esistenza umana questa distorsione si è manifestata in modo molto diversi, culminando nella schiavitù (con la stigmatizzazione degli schiavi come "subumani"), o in sistemi di casta o simili, per assumere forme più sottili di disuguaglianza istituzionalizzate.
La concorrenza porta spesso le imprese a cercare la riduzione dei costi della manodopera (ad esempio, attraverso la delocalizzazione o impiegando manodopera straniera) o di abbatterli completamente (attraverso la meccanizzazione e l'automazione).

## Relazione tra ridotte abilità e bassa classe sociale
Esiste una forte correlazione tra il lavoro manuale o semispecializzato e la parte di lavoratori privi o con ridotte abilità e questo accade nonostante sia noto che qualunque lavoro necessita di un minimo di capacità, intelligenza e attenzione applicata a esso (si pensi, ad esempio, alla manualità necessaria nella produzione artigianale, o all'uso della logica nelle scienze applicate). Ogni lavoratore inizia la sua vita lavorativa senza un livello speciale di abilità o esperienza. Negli ultimi due secoli, l'istruzione è diventata importante e diffusa, ma questo non ha creato figure capaci di fare tutto e, in molti casi, nemmeno in grado di rispondere alle necessità della manodopera specializzata. La storia ha mostrato spesso che il lavoro manuale era abbastanza semplice da essere svolto con ottimi risultati da lavoratori non qualificati o semi-qualificati. Questo induce a pensare che siano sempre delle persone che abbiano il potenziale per farlo. Queste condizioni hanno assicurato la forza e la persistenza della correlazione tra le poche abilità e la bassa classe sociale.

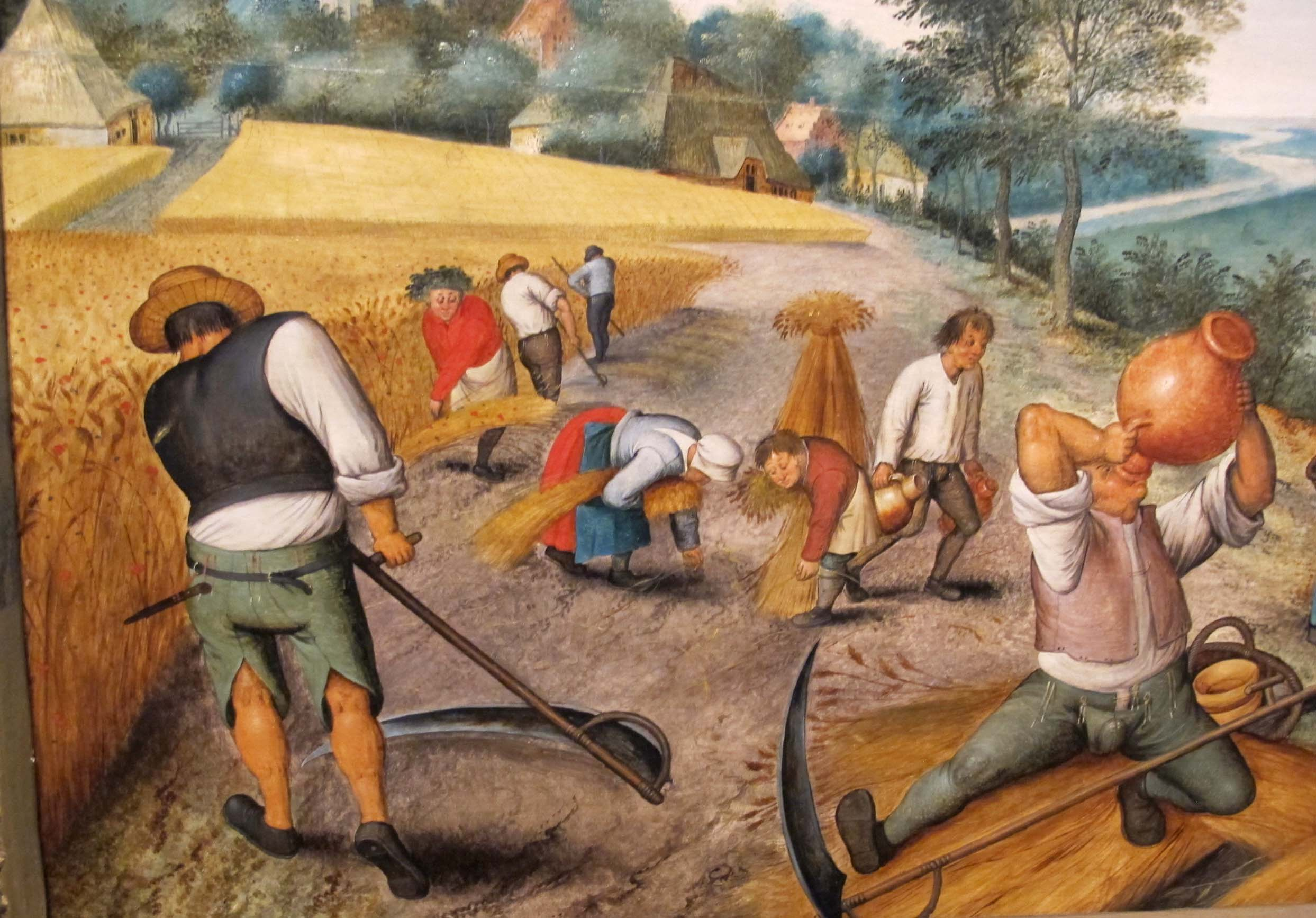
Contadini che raccolgono raccolti, dell'artista fiammingo Pieter Brueghel, XVII secolo

Nel corso della preistoria e della storia umana, ovunque si sono sviluppati sistemi di classi sociali, lo status sociale dei lavoratori manuali può essere considerato basso, poiché la maggior parte dei compiti fisici erano svolti da contadini, servi della gleba, schiavi, servi a contratto, schiavi salariati o servitù domestica. Lo studioso di diritto L. Ali Khan analizza come i Greci, gli Indù, gli Inglesi e gli Americani abbiano creato strutture sociali sofisticate per esternalizzare il lavoro manuale a classi, caste, etnie o razze distinte dalla loro. 
La frase "duro lavoro" è diventata persino un eufemismo legale per il lavoro penale, che è una pena detentiva durante la quale il condannato non è solo confinato ma anche messo ai lavori manuali forzati. Tale lavoro può essere produttivo, come in una fattoria carceraria, in cucina, in lavanderia o nella biblioteca della prigione oppure può essere completamente improduttivo, con l'unico scopo di causare un effetto punitivo sul condannato. Alle volte si assistono a forme miste (produttive e improduttive), si pensi al lavoro al proverbiale "rompere le pietre", economicamente improduttivo oggi, sebbene un tempo servisse a scopi economici.